# 路口 (加利福尼亞州)
路口（英語：The Crossing）是位於美國加利福尼亞州拉森縣的一個非建制地區。該地的面積和人口皆未知。

## 地理
路口的座標為40°29′11″N 120°28′27″W / 40.48639°N 120.47417°W，而該地的平均海拔高度為1380米（即4528英尺）。